# Доповнення вузла
У математиці доповненням ручного вузла K є простір, де вузол відсутній. Якщо вузол вбудований у 3-сферу, то доповненням є 3-сфера без простору біля вузла. Для уточнення, припустимо, що K — вузол у 3-многовиді M (найчастіше M — 3-сфера). Нехай N — трубчастий окіл K; отже, N — повний тор. Тоді доповнення вузла є доповненням N ,
{\displaystyle X_{K}=M-{\mbox{interior}}(N).}
Вузол, що доповнює XK, — це компактний 3-многовид; межа XK та межа околу N гомеоморфні 2-тору. Іноді під навколишнім многовидом М розуміють 3-сферу. Для визначення використання потрібен контекст. Існують аналогічні визначення доповнення зачеплення.
Багато інваріантів вузлів, такі як група вузла, насправді є інваріантами доповнення вузла. Коли навколишній простір є 3-сферою, інформація не втрачається: теорема Гордона – Люке стверджує, що вузол визначається його доповненням. Тобто, якщо K і K′ — два вузли з гомеоморфними доповненнями, то існує гомеоморфізм 3-сфери, що переводить один вузол в інший.